# نقوش برراكب
نقوش برراكب هي عشرة نقوش بالآرامية القديمة وواحد بلهجة يأدي المتأثرة بالكنعانية وكلها بالأبجدية الفينيقة للملك برراكب كشفت في مدينة شمأل (موقع زنجرلي حاليًا)عاصمة مملكة يأدي الآرامية. وتعود للفترة نحو 730 ق.م
تعريب النقوش للدكتور فاروق إسماعيل 

## نقوش برراكب الآرامية
مجموعها عشرة نقوش منها الطويل ومنها ما يقتصر على كلمة واحدة

### نقش برراكب 1

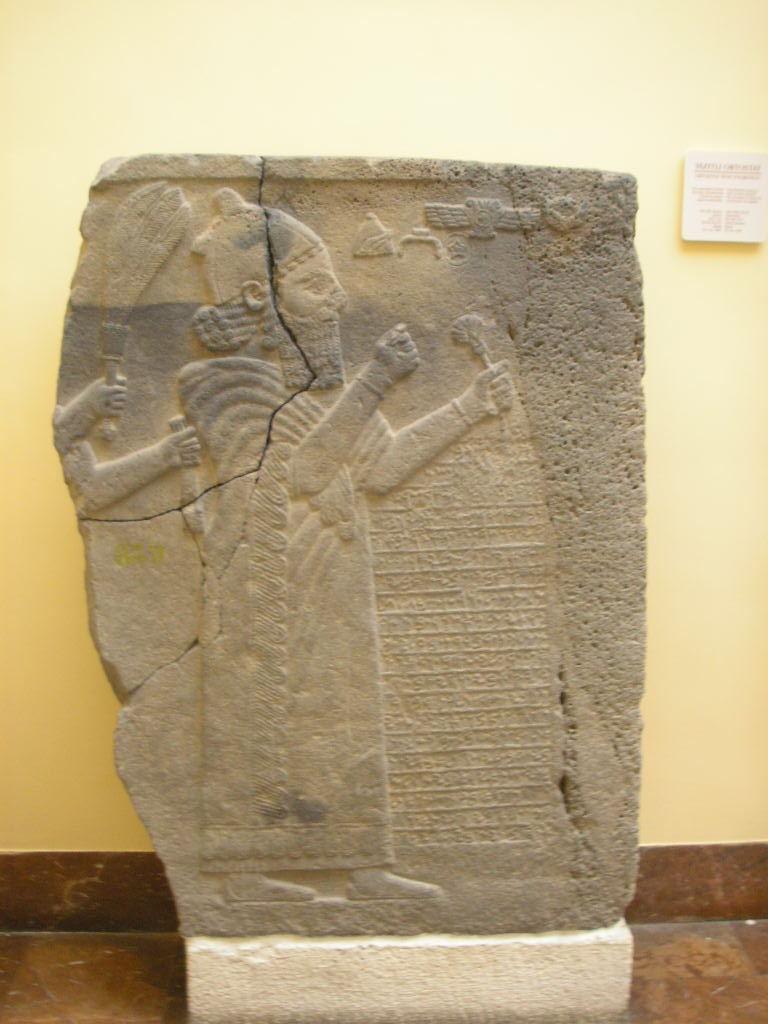
مسلة برراكب عليها النقش 1

يتألف النقش من عشرين سطرًا نشره أول مرة لوشان 
1. أنا برراكب
2. بن فنموا ملك شمأل
3. عبد تجلت فليسر سيد
4. جهات الأرض الأربع. لصدق أبي ولصدقي
5. اجلسني سيدي ركب ايل
6. وسيدي تجلت فليسر على
7. عرش أبي. وبيت أبي عمل
8. (أكثر) من الكل. وركضت مع مركبة
9. سيدي ملك آشور. وسط
10. ملوك أقوياء. سادة الفضة
11. وسادة الذهب. واستلمت
12. بيت أبي وحسنّته
13. من بيت أي واحد من الملوك الأقوياء
14. فاشتهى أخوتي الملوك
15. كل ما حسن بيتي. و
16. بيت حسن لم يكن لآبائي ملوك
17. شمأل. ها هو بيت كليموا
18. لهم. وها بيت الشتاء لهم
19. وها بيت الصيف. و
20. أنا بنيت البيت هذا

### نقش برراكب 2

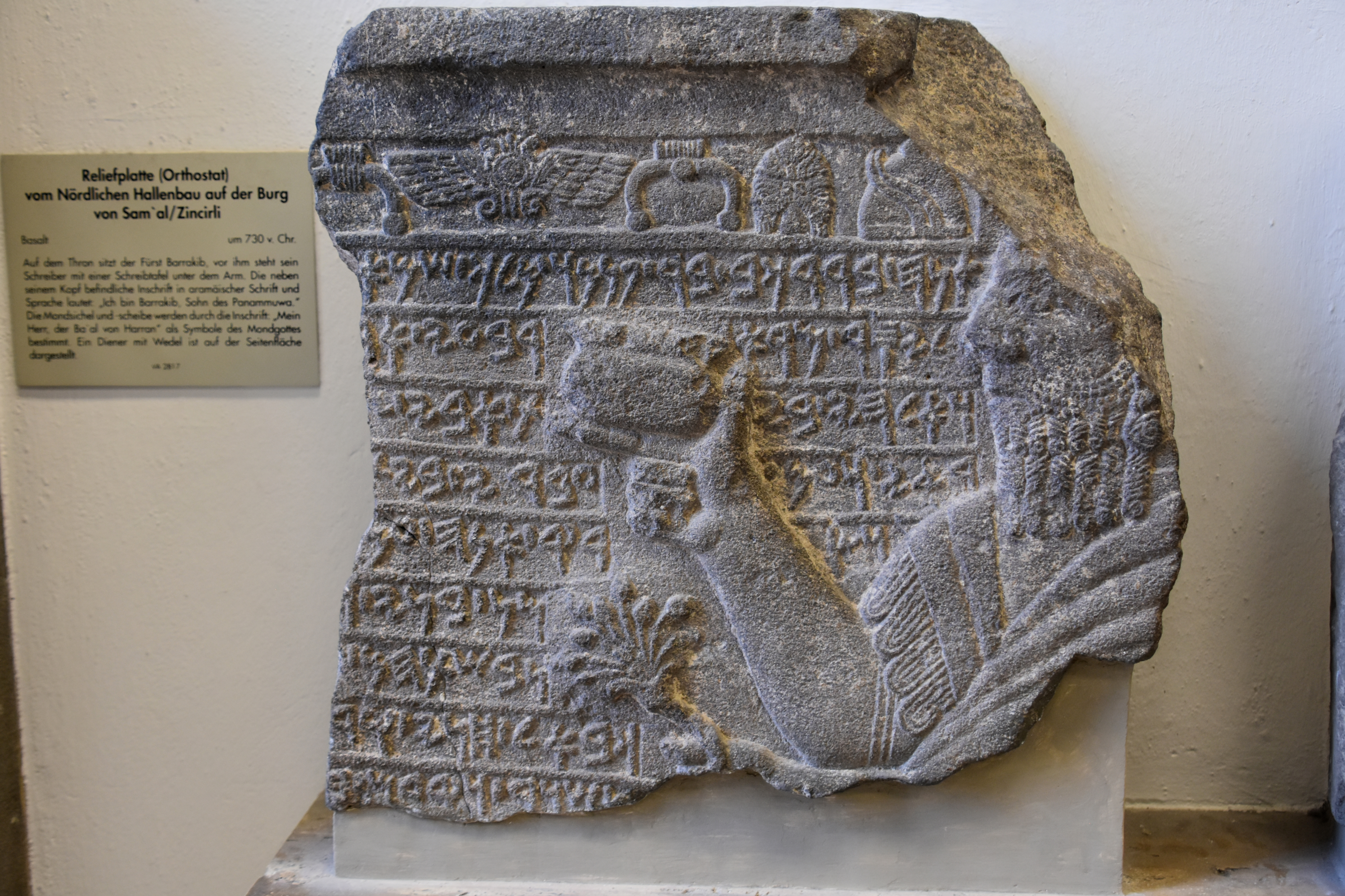
برراكب VIII رمز (KAI 217)

هو كسرة من لوحة يظهر فيها جزء من وجه الملك برراكب، وبقية النقش مفقودة، نشره دونر 
1. أنا برراكب بن فنموا ملك شمأل عبد تجلت فليسر
2. سيد جهات الأرض الأربع عبد [………………]
3. وآلهة بين أبي. صادقٌ أنا مع
4. سيدي ومع عبيد بيت سيدي ملك آشور
5. وصادق أنا معه (أكثر) من الكل وصادقون أبنائي
6. (أكثر) من أبناء الكل [……]
7. نفوسهم [………………] فأظهر
8. الإله ركب ايل الحنان علي قدام سيدي ملك
9. آشور وقدام [………………]

### نقش برراكب 3

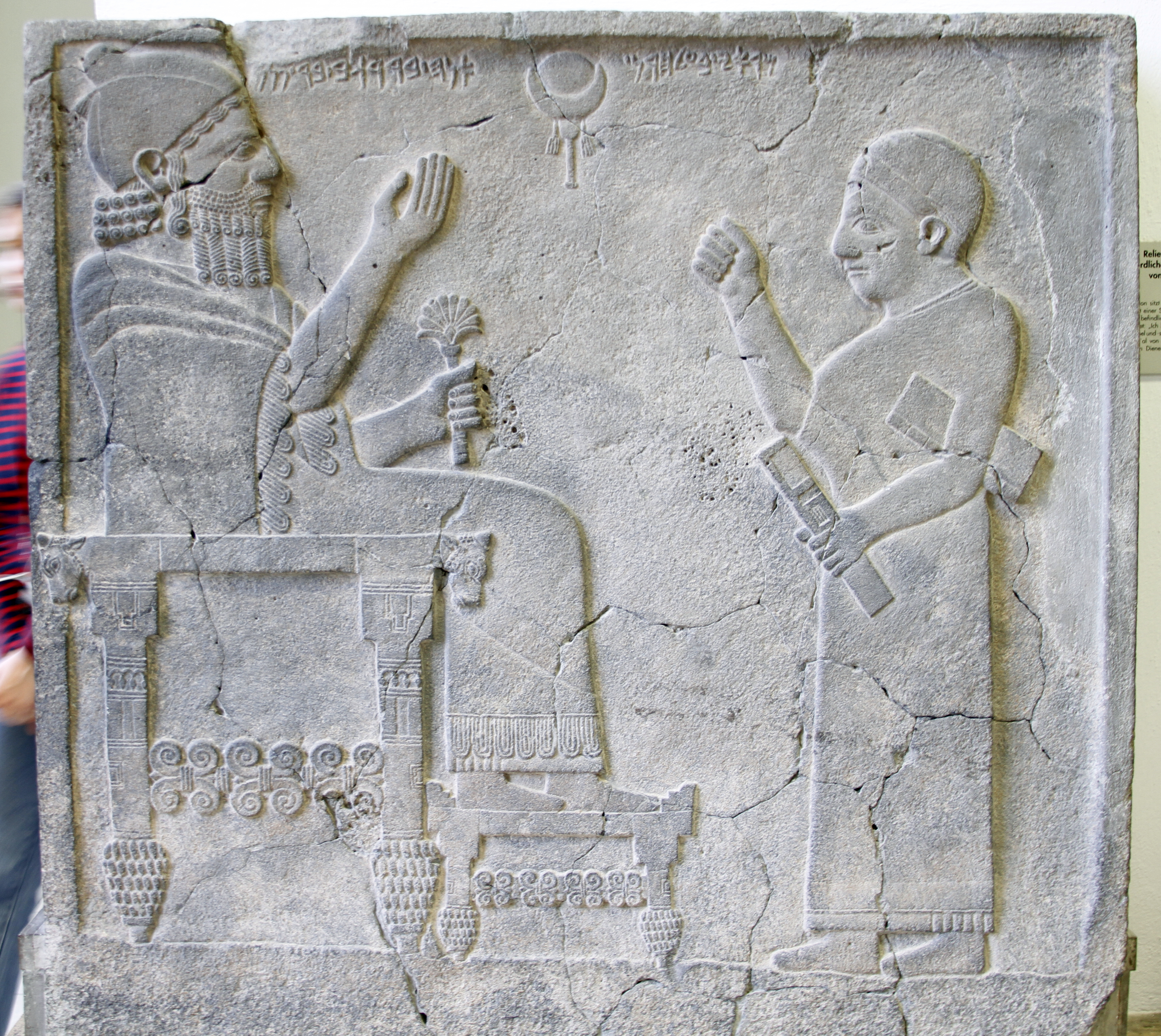
برراكب II رمز (KAI 218)

يتألف النقش من سطر واحد منفذ بأسلوب النقش النافر على لوحة تظهر الحياة في القصر، نشره لوشان مع نقش برراكب 1.
1. سيدي هو بعل حران … أنا برراكب بن فنموا

### نقش برراكب 4

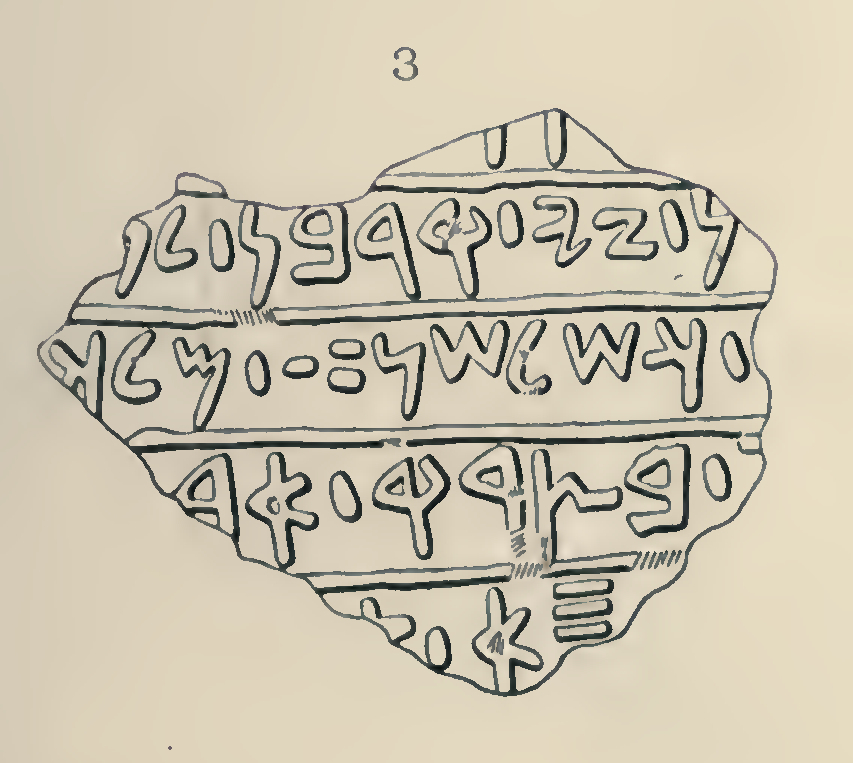
بررراكب III رمز (KAI 219)

المرئي منه 5 سطور مشوهة
1. [………………] الذي (هو) قربان لـ[………………]
2. [………………]كالملوك الثلاثين [………………]
3. [………………]لصدق أبي ولصدقي اجلسني [………………]
4. على عرش أبي

### نقش برراكب 5

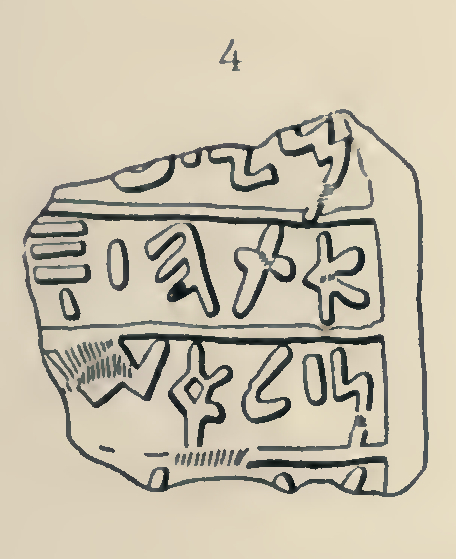
برراكب IV رمز (KAI 220)

المرئي منه 4 سطور مشوهة
1. أتى سـ[………………]
2. […………]إلى أشور [………………]

### نقش برراكب 6

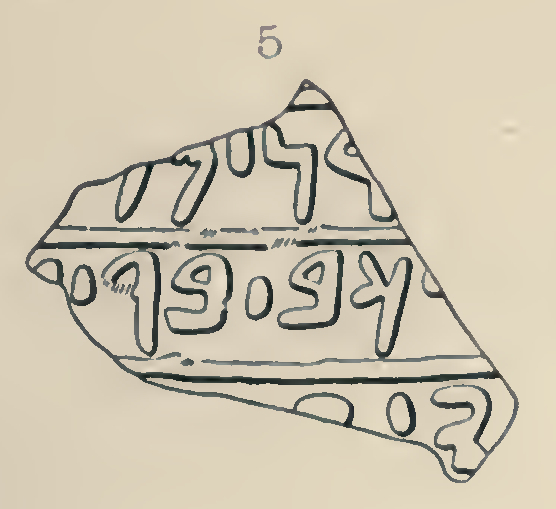
برراكب V رمز (KAI 221)

المرئي منه 3 سطور مشوهة
1. برراكب بن فنموا [……………]

### بقية النقوش
النقوش الأربعة الباقية، أحدها مدون على ختم أسطواني، والثلاثة الآخرى على سبائك فضية، وعليها اسم الملك برراكب فحسب.

## نقش برراكب بلهجة يأدي
عثرت عليه البعثة الألمانية في زنجرلي عام 1888 م. وهو مدون على الجزء السفلي لنصب عليه نحت للملك فنموا الثاني، المرئي منه 23 سطرًا، وفيه مواضع مشوهة فالثلث الأخير من كل السطور مكسور.
1. النصب هذا أقام برراكب لأبيه. لفنموا بن برصور ملك يأدي […...….] سنة موته.. أبي فنموا لصدق
2. أبيه خلّصته آلهة يأدي من التهلكة التي حلت ببيت أبيه. وقام إلى جانبه الإله هدد [….] عرشه [….] الدمار [….]
3. في بيت أبيه وقتل أباه برصور وقتل سبعين من أخوة أبيه. وأبي صعد المركبة[…...….] صاحب […...….] فنموا[…...….]
4. وببقيته ملأ السجون تمامًا وجعل المدن الخربة أكثر من المدن المسكونة و[…………………….….] تقيموا
5. الحرب في بيتي وتقتلوا أحد أبنائي فسأخلق كذلك الحرب في أرض يأدي و[…...….]فنموا بن قرل[…...….] أبي
6. شاة وثور وحنطة وشعير. وصار الفرس يعدل شقلًا فقط و«شطربي» من [.….] بشقل و«سنب» من الزيت بشقل. ونقل أبي فنموا بن برصور هدية
7. إلى ملك آشور فجعله ملكًا على بيت أبيه وأنهى «حجر الدمار» من بيت أبيه[…...….] من خزائن بيوت بلاد يأدي. من […...….]
8. وفتح السجون وحرر مسبيي يأدي. وقام أبي وحرر النساء[………..….] بيت القتيلات ودفنهن في […......….]وأخذ
9. بيت أبيه وجعله أحسن من سابق عهده. وكثرة الحنطة والشعير والشياه والثيران في أيامه. وحينئذ أكل […...….]
10. رخصت أسعار البيع وفي أيام أبي فنموا عيّن هو سادة القرى وقادة المركبات. وأبي فنموا يُحسب بين الملوك الأقوياء […...….]
11. أبي. أنه لسيد الفضة وأنه لسيد الذهب. بفضل حكمته وإخلاصه فقد أخذ بحافة رداء سيده ملك آشور […...….] سيده ملك
12. آشور. فحيي وأحيا يأدي وحطّه سيده ملك آشور على (مستوى) الملوك الكبار في مقدمة […...….] وسار مع
13. مركبة سيده تجلت فليسر في حملات. بل من مشرق الشمس حتى المغرب أو من […...………………….]
14. جهات الأرض الأربع. وأبناء مشرق الشمس نقل (إلى) المغرب وأبناء المغرب نقل (إلى) مشرق الشمس. وأبي […….] ولذلك أضاف إلى
15. منطقة سيده تجلت فليسر ملك آشور مدنًا من منطقة جرجم[…...………………….] أبي فنموا بن برصور […….]
16. مرض. وبالتالي مات أبي فنموا عند رجلي سيده تجلت فليسر ملك آشور خلال الحملة عند ذلك [بكيه سيده تجلت فليسر ملك آشور]
17. وبكيه أخوته الملوك. وبكيته حملة سيده ملك آشور كلها. وأخذ سيده ملك آشور [……...……وجعل تأكل وتشرب]
18. روحه. وأقام له تمثالًا في الطريق. وسار بأبي من دمشق إلى آشور. في أيامي […...……..……………….]
19. وبكيه بيته كله. وأنا برراكب بن فنموا بفضل إخلاص أبي وإخلاصي أجلسني سيدي [راكب ايل وسيدي تجلت فليسر على عرش ]
20. أبي فنموا بن برصور. وأقمت النصب هذا لأبي. لفنموا بن برصور و[…...……..……………….]
21. وخروفًا مشويًا. وليضع الملك [يديه] على الكبش موثوق وليرسل الكبش شرقًا إلى قدام قبر أبي فنموا[…...……..……………….]
22. والذكرى هذه. فليت هدد وايل وراكب ايل سيد البيت وشمش وكل آلهة يأدي[يرضون عني. (أنا)ابن فنموا. وليت راكب ايل يعطيني الرحمة]
23. قدام الآلهة وقدام البشر.